# Last in Line
Last in Line je americká heavymetalová hudební superskupina, kterou v roce 2012 založili dřívější členové skupiny Dio. Ta zanikla o dva roky dříve po smrti jejího frontmana Ronnieho Jamese Dia. Název kapely pochází z alba kapely Dio The Last in Line (1984). Původní sestavu skupiny Last in Line tvořili bubeník Vinny Appice (Dio v letech 1982–1989 a 1993–1998), baskytarista Jimmy Bain (Dio v letech 1982–1989 a 1999–2004), kytarista Vivian Campbell (Dio v letech 1982–1986), klávesista Claude Schnell (Dio v letech 1984–1989) a zpěvák Andrew Freeman (ten v kapele Dio nepůsobil). V říjnu 2013 byl Bain dočasně nahrazen Rayem Hallerem. Během roku 2015 kapela pracovala na svém prvním albu, a to bez klávesisty. Schnell totiž v té době kapelu opustil. Album vyšlo pod názvem Heavy Crown v únoru 2016 a jeho producentem byl Jeff Pilson. V lednu 2016 kapela přijala nového klávesistu, jímž byl Erik Norlander. Ještě před jeho vydáním zemřel ve věku 68 let Jimmy Bain. Náhradníkem se stal Phil Soussan. Začátkem roku 2019 pak bylo vydáno druhé studiové album nazvané II.